# Erzbistum Beirut
Das Erzbistum Beirut (lat.: Archidioecesis Berytensis Armenorum) ist ein Erzbistum der mit der Römisch-Katholischen Kirche unierten Armenisch-Katholischen Kirche.
Am 25. Januar 1929 als Metropolitansitz ohne Suffragane begründet, zählte das Erzbistum noch 1980 28.130 Gläubige in zehn Pfarreien mit fünf Diözesanpriestern, 20 Ordenspriestern und 50 Ordensschwestern. Bis zum Jahre 1990 sank die Zahl der Gläubigen jedoch auf etwa 15.000 in zwölf Pfarrei mit zwei Diözesanpriestern, 18 Ordenspriestern und 46 Ordensschwestern. Bis zum Jahre 2000 sank die Zahl der Gläubigen auf 12.000 in elf Pfarreien mit zwei Diözesanpriestern und elf Ordenspriestern, wozu noch 30 Ordensschwestern kamen.
1972 emeritierte der letzte Erzbischof von Beirut und trat als Weihbischof in den Dienst des Patriarchen von Cilicia. Seit dieser Zeit besitzt das Erzbistum keinen eigenen Bischof mehr und wird durch das Patriarchat mitversorgt.